# Виртуальный номер
Виртуальный номер или «Виртуальный смс-центр» — это услуга телефонных сервисных компаний. Данный номер не использует оборудования абонента, а позволяет удаленно подключаться к оборудованию компании. Виртуальный номер имеет вид международного городского номера, например для России: +7 495 1111111 (где: +7 — код страны, 495 — код оператора, 1111111 — номер абонента).
Виртуальные номера чаще всего используются для упрощенного и удаленного получения услуг с минимальными затратами. Например, компания может приобрести виртуальный номер с кодом 495 (код Москвы) и услугу по пересылке сообщений в Новосибирск, чтобы создать впечатление, что компания находится в Москве, когда в действительности она может находиться в другом городе или даже стране.
Виртуальный номер позволяет своему владельцу снизить затраты на содержание большого офиса. Звонки, поступающие на виртуальный номер, с помощью аппаратных средств и через web-интерфейс распределяются между сотрудниками согласно сценарию или IVR. А использование IVR уменьшает нагрузку приема первичных звонков на секретаря либо центр обработки звонков и повышает уровень удовлетворения клиентов за счет быстрого реагирования сотрудников. Данные системы применяются как low-cost компаниями (оптимизирующими затраты), так и крупными международными компаниями, имеющими распределенные офисы по странам.
Бесплатные номера, которые начинаются на «800» как в Европе, являются виртуальными номерами. Компаниям, которые территориально расположены за чертой города или обслуживают другой город, выгоден такой виртуальный местный номер в другом городе, поскольку позволяет клиентам из этого города избежать больших счетов за звонки.
Сами владельцы виртуальных номеров могут значительно снизить стоимость за переговоры сотрудников, если переадресуют междугородние и международные вызовы на компьютер (IP-телефония).
Виртуальные номера особенно популярны среди IT-компаний, среди экспортеров и компаний, которые предоставляют информационные услуги.

## Виртуальный номер для приема SMS
Также существуют виртуальные номера для приема SMS. Этот сервис не связан с обычными виртуальными номерами и предоставляется телекоммуникационными компаниями как отдельная услуга.
Виртуальный номер для приема SMS — это номер в коде одного из существующих мобильных операторов, на который можно отсылать SMS-сообщения обычным образом. Все сообщения поступают на электронный ящик или на другой телефон владельца номера, владелец может прочитать SMS в любое время и с любого компьютера.
Обычно мобильный телефон может принять ограниченное количество SMS (это связано с ограничениями в памяти телефона), на электронном ящике может одновременно храниться гораздо больший объём сообщений. Также если мобильный телефон долгое время находится вне зоны доступа или тем более заблокирован, сообщения не дойдут до адресата. Виртуальный номер для приема SMS позволяет принять абсолютно все сообщения и хранить их в электронном архиве (в электронном ящике) адресата.

## Примеры
UPT, Personal Numbering и Non-geographical telephone numbers in the UK— являются яркими примерами виртуальных номеров.